# بیشه‌دوست
بیشه‌دوست یا نموفیلا (نام علمی: Nemophila) نام یک سرده است. گل‌های بیشه‌دوست به رنگ آبی، سفید یا بنفش است. این گیاه دارای ۱۱ گونه است و بیشتر در قسمت غرب آمریکا یافت می‌شود.